# Jini
Jini (ジニー) (発音はジンの別名「ジーニー(genie)」のように発音する。Apache Riverでもそう呼ばれている)は、モジュール協調サービスの形をとる分散システムの構築のためのネットワークアーキテクチャである。
本来はサンによって開発されていた。現在、Jiniに対する責任はRiverという名のプロジェクトの下にApacheへ委譲されている。
Jiniは分散コンピューティングの落とし穴、システム展開の問題、復元性(resiliency)、セキュリティ、サービスコンポーネントの動的会合(dynamic assembly)といった問題をある程度解決する。コードモビリティ(Code mobility)はプラットフォームの中核となるコンセプトであり、プロトコル非依存を含む多くの恩恵をもたらす。
サンのJiniチームは常に「Jini」は頭字語ではないと述べていた。一方でケン・アーノルドは「Jini Is Not Initials」(Jiniはイニシャルではない)という再帰的頭字語だとジョークを言っていた。なお、jiniはスワヒリ語でジンのことである。